# Pentastigme

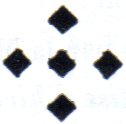
Le pentastigme emblème des agathopèdes.

Le pentastigme est un signe distinctif, symbole de la Connaissance[réf. nécessaire].

## Première apparition
Le pentastigme apparaît la première fois en 1393 dans le Ménagier de Paris,.

## Description
Il consiste en cinq points carrés posés sur une pointe, les quatre premiers disposés aux coins d'un rectangle imaginaire et le cinquième en son centre. Le symbole est dit « disposé en croix » pour les chrétiens et « disposé en étoile » pour les musulmans.

## Les Agathopèdes
Le pentastigme est devenu l'emblème de la Société des agathopèdes.